# Oscar Steen
Oscar Steen, född 20 juli 1982 i Stockholm, är en svensk ishockeyspelare med Sollentuna HC som moderklubb. Sedan säsongen 2015/2016 spelade han för AIK i Hockeyallsvenskan innan han genom att hävda att han inte längre kände glädje eller motivation att spela ishockey, bröt kontraktet den 19 januari 2017. Istället för att pensionera sig anslöt han sig direkt till MODO Hockey. Han är bror till Carl Steen. Han värvades tillbaka till AIK den 28 juli 2015 efter att hans kontrakt med Västerås Hockey gick ut efter säsongen 2014/2015.
Steen utsågs till årets rookie i Elitserien i ishockey 2004/2005.

## Klubbar i karriären
- Sollentuna HC (Moderklubb)
- Hammarby IF (1999-2002)
- Bofors IK (2002-2005)
- Färjestads BK (2005)
- Leksands IF (2005-2006)
- MODO Hockey (2006-2010)
- AIK (2010-2014)
- Västerås Hockey (2014-2015)
- AIK (2015-2017)
- MODO Hockey (2017-)